# Паппенхайм
Паппенхайм (нем. Pappenheim) — город в Германии, в земле Бавария. Относится к числу «воздушных курортов».
Подчинён административному округу Средняя Франкония. Входит в состав района Вайссенбург-Гунценхаузен. Население составляет 4030 человек (на 31 декабря 2010 года). Занимает площадь 64,32 км². Официальный код — 09 5 77 158. Подразделяется на 9 городских районов.

## История
На протяжении большей части своей истории город служил столицей графства Паппенхайм (Паппенгейм), входившего в состав Священной Римской Империи. Оно было медиатизировано в 1806 г. и включено в состав Баварии.
В городе находилась резиденция графского семейства Паппенхайм. Наиболее известный представитель этого рода — фельдмаршал Готфрид Паппенгейм.

## Достопримечательности
- Средневековая (романская) крепость.
- Галлускирхе — древнейшая сакральная постройка средней Франконии (IX век)
- Готическая церковь (XV век)
- Старая резиденция Паппенгеймов (1593 год)
- Классицистический дворец Паппенгеймов (Лео фон Кленце, 1819—1820)

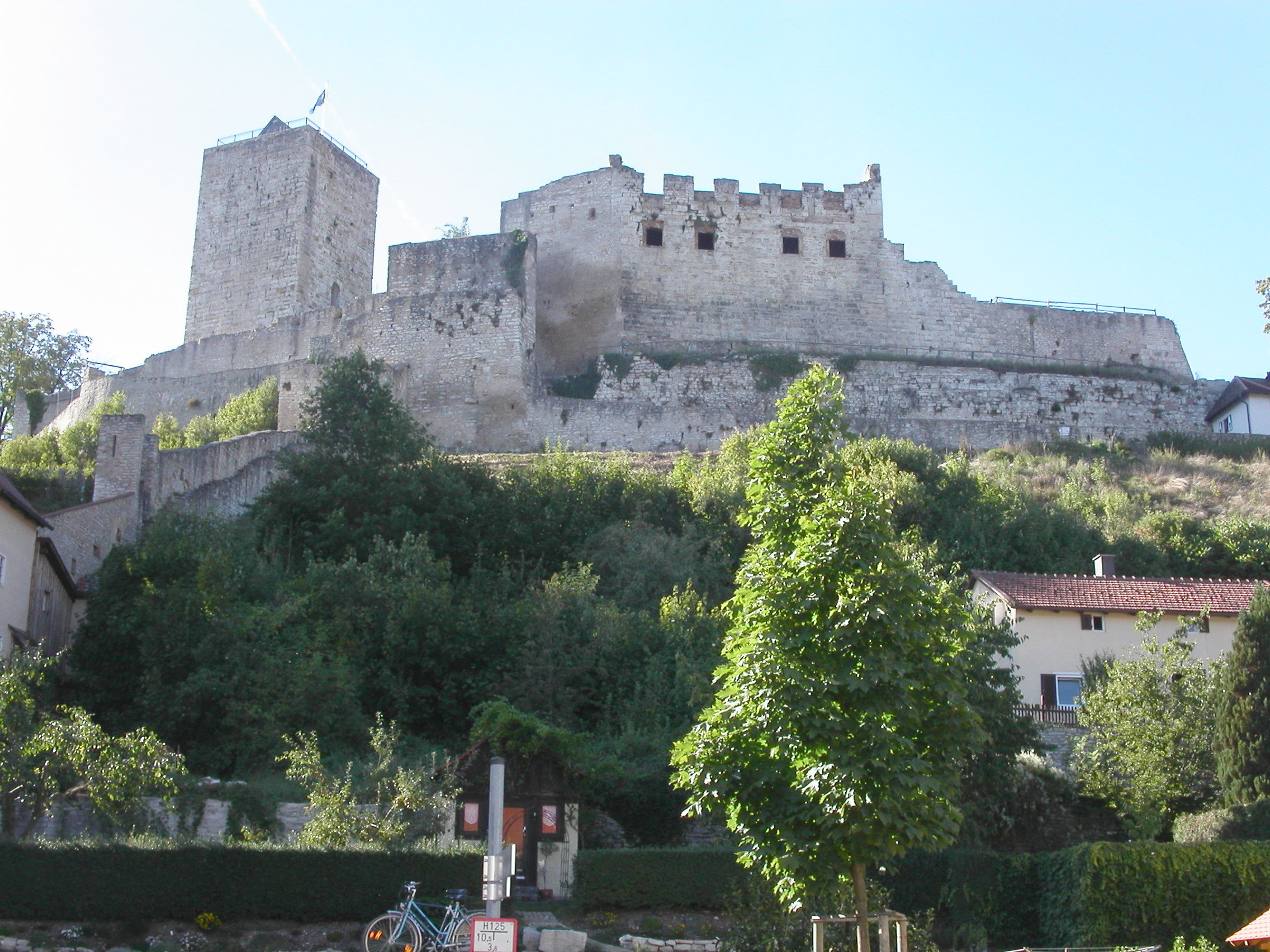
Крепость
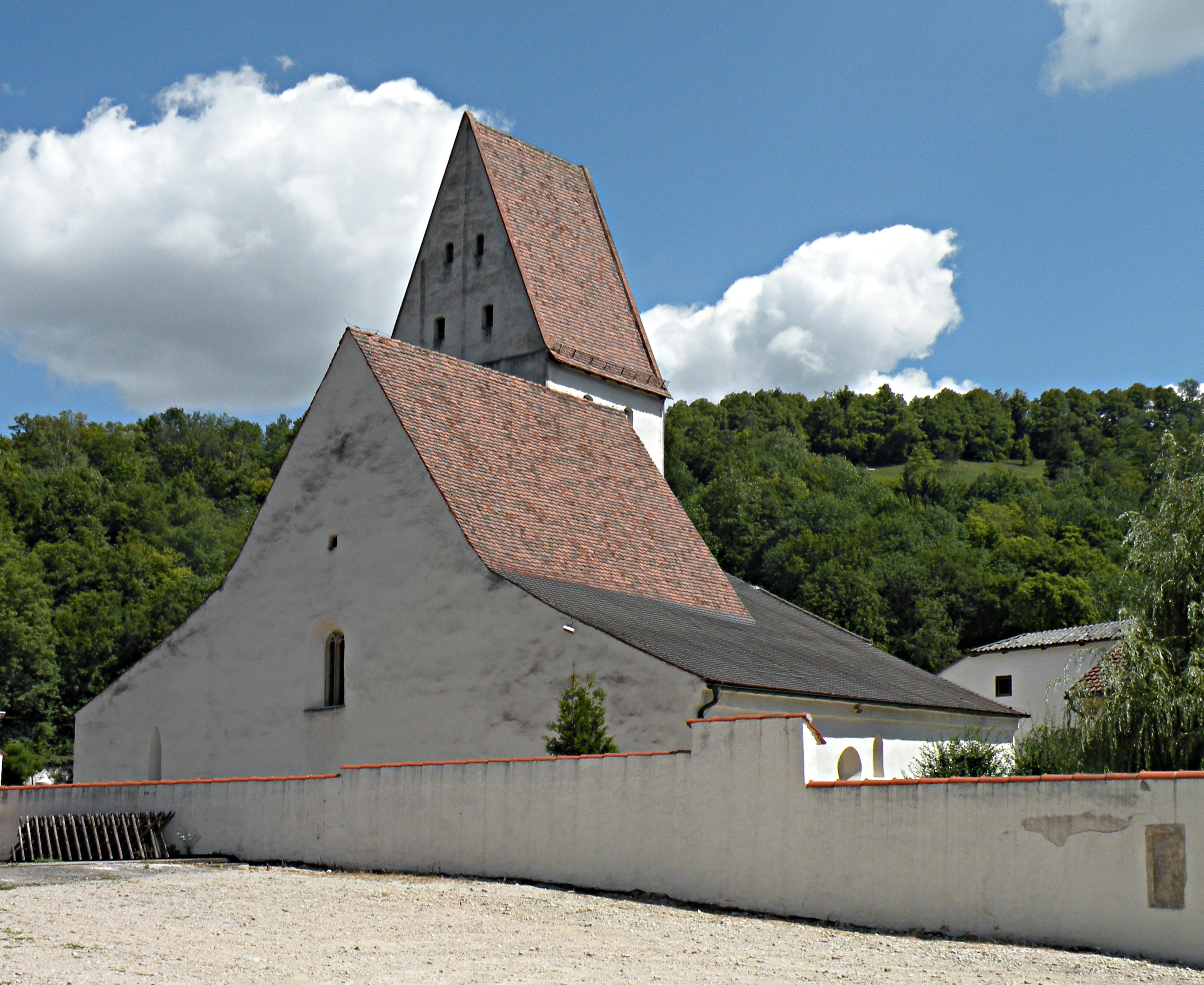
Галлускирхе
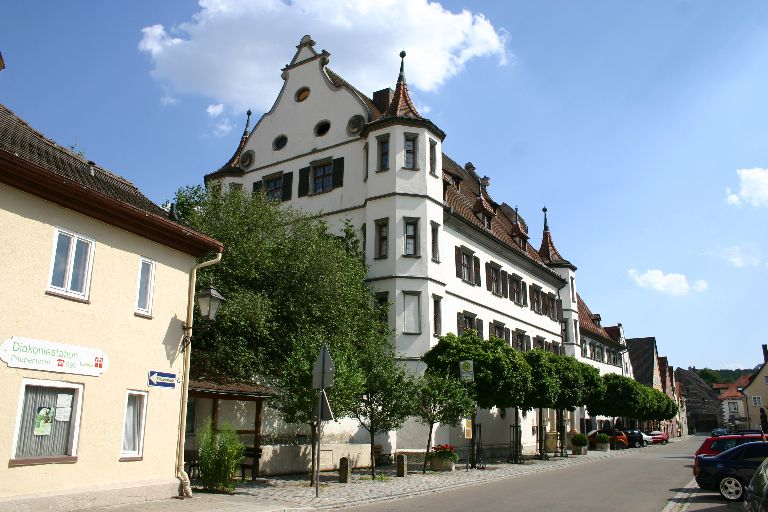
Старая резиденция
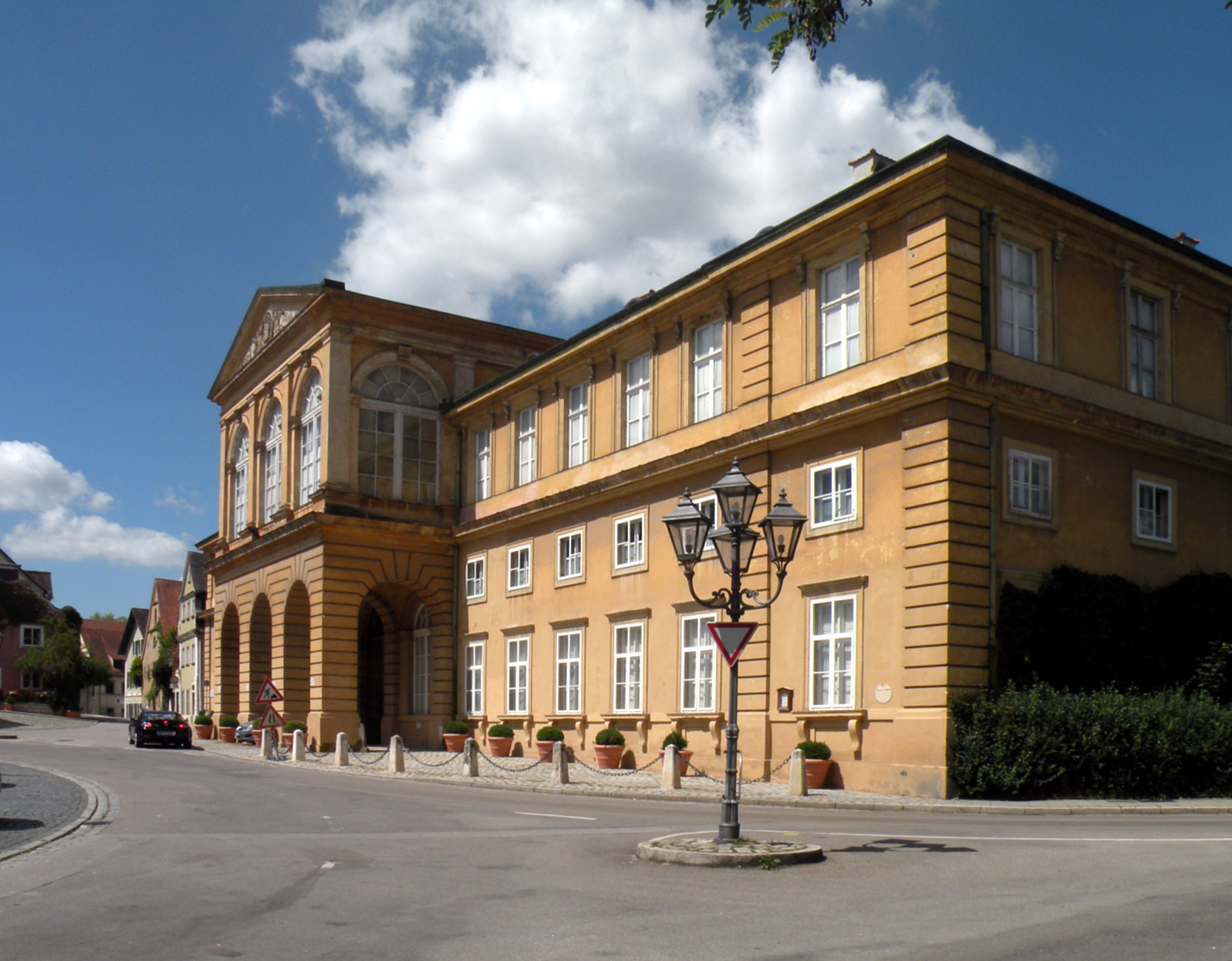
Дворец Паппенгеймов

## Население
По оценке на 31 декабря 2015 года население общины Паппенхайм составляет 4049 чел. 

| Дата      | 1840 | 1871 | 1900 | 1925 | 1939 | 1950 | 1961 | 1970 | 1987 | 2011 |
| --------- | ---- | ---- | ---- | ---- | ---- | ---- | ---- | ---- | ---- | ---- |
| Население | 3943 | 3819 | 3697 | 3918 | 3497 | 5276 | 4607 | 4459 | 4237 | 3987 |

| Год       | 1960 | 1970 | 1980 | 1990 | 2000 | 2009 | 2010 | 2011 | 2012 | 2013 | 2014 | 2015 |
| --------- | ---- | ---- | ---- | ---- | ---- | ---- | ---- | ---- | ---- | ---- | ---- | ---- |
| Население | 4580 | 4434 | 4159 | 4532 | 4512 | 4099 | 4030 | 3995 | 4010 | 3964 | 3971 | 4049 |